# 奧西奧拉 (密蘇里州)
奥西奥拉（Osceola）是美国密苏里州圣克莱尔县的一个镇。在美国2000年人口普查时，全镇共有835人。该市是圣克莱尔县的县治。该市建于1861年9月。

## 地理
奥西奥拉位于38°2′47″N 93°41′58″W / 38.04639°N 93.69944°W。根据美国人口调查局的数据，全镇总面积0.9平方英里（2.5 km²），其中0.86平方英里（2.4 km²）是陆地，还有0.04平方英里（0.1 km²）是水域，约占总面积的2.11%。

## 人口调查
截至2000年的人口普查，全镇共有835居民，373户和207个家庭。人口密度是896.1人每平方英里(346.7/km2)。该镇472个住房单位平均密度为506.5个每平方英里(196.0/km2)。全镇人口97.37%是白种人，0.36%是非洲裔美国人，0.60%是美国土著，0.24%是亚裔，0.12%是太平洋岛民，0.48%来自其他种族，还有0.84是混血。西班牙裔和拉丁美洲裔分别占总人口的1.08%。
全镇373户的26.8%有18岁以下的孩子和他们居住，40.2%户是已经结婚的，12.9%户已婚丧夫的家庭，还有44.5%户是非家庭。373户的39.1%由个人组成，22.8%户居住着65岁及以上的独居老人。平均每户有2.13人，每个家庭2.86人。
全镇18岁以下的少年儿童及青少年占总人口的24.6%，7.9%的人口居于18岁到24岁之间，7.1%的人口居于25岁到44岁之间，20.7%的人口居于45岁到64岁之间，还有20.7%的人口是65岁以上的老年人。人口年龄的中位数是38岁，平均每100个女性对应95.1个男性。18岁以上的每100个女性对应84.8个男性。